# Edna Parker
Edna Parker, née Edna Scott le 20 avril 1893 à Shelbyville et morte dans la même ville le 26 novembre 2008, est une supercentenaire américaine, qui a été à partir, du 13 août 2007 doyenne de l'humanité à l’âge de 114 ans 3 mois et 24 jours, à la suite du décès de la Japonaise Yone Minagawa.

## Biographie
Habitante de Shelbyville dans l’Indiana aux États-Unis, elle a grandi dans une ferme du comté de Johnson, a fréquenté le Franklin College avant de devenir institutrice. Mariée en 1911 à Earl Parker, à l’âge de 18 ans, elle est devenue veuve en 1938 et ne s’est jamais remariée. Elle fut la mère de deux garçons auxquels elle a survécu. Elle a également eu 5 petits-enfants, 11 arrière-petits-enfants et de nombreux arrière-arrière-petits-enfants.
Edna Parker ne fumait pas ni ne buvait d'alcool.
Elle était la dernière personne née au premier semestre 1893.